# Lekanesphaera teissieri
Lekanesphaera teissieri är en kräftdjursart som först beskrevs av Bocquet och Lejuez 1967.  Lekanesphaera teissieri ingår i släktet Lekanesphaera och familjen klotkräftor. Inga underarter finns listade i Catalogue of Life.